# فوندابارينوكس
فوندابارينوكس (بالإنجليزية:Fondaparinux) ،هوَ أَحد أَنواع مُضادات التَجلط (أَي يَمنع تَخثر الدَم) ،يُعطى الفوندابارينوكس عن طَريق الحَقن ،وَيتميز بآلية عَمل فَريدة من نوعها، كما تستمر المُعالجة بالفوندابارينوكس من 5-9 أيَّام، وربَّما أكثر من ذلك.

## آلية العمل
يَعمَل الفوندابارينوكس عَن طَريق تَثبيط واحدة مِن الخُطوات اللازِمة لِتكوين جلطات الدم، مِمَّا يُساعِد عَلى مَنع الجَلطات أو مَنع تَفاقُمها، حَيث يُثبِط العامِل العاشر (X) وَالعامل المُسمَّى مُضاد الثرومبين الثالث (Antithrombin III).

## طريقة الاستعمال
يُؤخَذ هذا الدَواء على شكل حقنة تحت الجلد ،كَما يجب غَسل اليَدين جيداً قبلَ الاستِعمال وبعدَه، وفي النِهاية يجب إِلقاءُ الحُقنة المستعملة في صندوق خاص للتخلُّص منها بشكلٍ مناسب.

## موانع الاستعمال
مِن موانع استعمال الفوندابارينوكس ما يَلي:
1. إذا كان لدى المريض تَحسُّسٌ تجاه الفوندابارينوكس أو أي مُكون آخر في هذا الدَّواء.
2. إِذا كان المَريضُ يُعانِي من سُوء وظائِف الكِلى.
3. إِذا كان الوَزنُ أقلَّ من 50 كيلوغراماً.
4. إِذا كان المَريضُ يُعانِي من نزف أو عدوى مِكروبية في القلب تُسمَّى التهاب شَغاف القَلب.
5. يجب إطلاعُ مقدِّم الرعاية الصحِّية إذا كان لدى المَريض تَحسُّسٌ لأيِّ دواء آخر.

## الآثار الجانِبية
يُؤدي استعمال الفوندابارينوكس إلى مَشاكل نَزفيّة.